# Vladimír Vojíř
Vladimír Vojíř (26. února 1946 Praha – 28. února 2016 Praha) byl český speleolog, fotograf a novinář. Patřil mezi znalce pražského podzemí.

## Život
V roce 1963 založil při základní škole v Makarenkově ulici Speleologický klub Praha, který se roku 1978 stal jedním z ustavujících organizací České speleologické společnosti. Vystudoval geologii se zaměřením na důlní díla na Střední průmyslové škole v Příbrami a zkoumání podzemí se stalo i jeho profesí. Pražským podzemím se zabýval od 60. let 20. století, podílel se na řadě projektů včetně revitalizace potoka Brusnice, průzkumu rozmanitých podzemních objektů od prezidentského krytu po prostory pod Stalinovým pomníkem na Letné. Pracoval také jako dokumentátor sbírek Národního muzea a vydal několik knih.